# Vigrestad
Vigrestad é um vilarejo no município de Hå, Noruega. Conta com um singelo embora crescente número de habitantes; 1794 (2007), 1850 (2009), 1970 (2012) e 2087 habitantes em 2014. 
Devido ao desenvolvimento de um mercado imobiliário menos custoso e de qualidade em resposta ao deslocamento de pessoas dos grandes centros urbanos vizinhos. Situado aproximadamente 32 metros acima do nível do mar, 7,5 km de Varhaug que é o centro administrativo do município de Hå.
O nome
```
"vig" significa batalha ou Guerra e "stad" significa local. 
```

Todavia não há razão para acreditar que esse foi um local de batalhas na antiguidade. 
Também pode ter-se originado do norse antigo a palavra "vigr" siginifca espada. 
Ao norte do vilarejo pode-se encontrar sítios arqueológicos contendo fragmentos de habitações  da idade do bronze.
Vigrestad foi escrito de várias maneiras ao curso da história: 
- Wirestad, Virestadt, Wiresteid em 1567,
- Vigrist em 1606,
- Wigresta em 1610,
- Vigrestad em 1616
- Wigrestad em 1723

Estação de trêm
Vigrestad tem uma estação de trêm local desde 1878. Provavelmente um dos motivos da expansão do vilarejo desde da data. 
A Estação conecta Vigrestad à Stavanger (49,22 km), Egersund (33,1 km) e outros municípios vizinhos, com partidas diárias à cada hora e meia-hora nas primeiras horas do dia ou a tarde. 
Apenas trens locais param em Vigrestad. Vigrestad fica a 549,75 km de Oslo, capital.
Fonte de renda
A maior fonte de economia é a agricultura. Laticínios, batata, carne de boi, porco, ovelha.
Há também companhias especializadas em móveis de alta classe e corte à laser
(entre outros clientes famosos está a família real norueguesa). 
Uma grande variedade de indústrias e companhias também participam da economia local, muitas delas se encontram em Stokkelandsmarka
Educação
Vigrestad tem duas escolas de ensino fundamental e creches para os pequeninos. 
Os jovens completam seu curso escolar secundário nos centros urbanos vizinhos próximos. A universidade da região se encontra em Stavanger.
Noruegueses famosos de Vigrestad
- Elin Hetland Mong, política local do partido da Direita, foi líder da Associação de Ergoterapeutas da Noruega.
- Monica Sandve, jogadora de handebol. Participou do time nacional, e Nordstrand (nas primeiras séries )
- Enevald Flåten, pastor carismático
- Vidar Nysja, Clube de futebol Viking
- Kjetil Lund, secretário de estado no departamento de finanças
- Jacob Lund, ex gerente de patrocínio do DNB
- Frank Tore Anniksdal, ex integrante do programa de TV2 Farmen

Esportes
Os habitantes de Vigrestad são geralmente ativos nos esportes desde pequenos, especialemente handebol, futebol e levantamento de peso.
Coordenadas 
58°34′N 5°42′E / 58.567°N 5.700°E / 58.567; 5.700